# Parcines
Parcines (Partschins) é uma comuna italiana da região do Trentino-Alto Ádige, província de Bolzano, com cerca de 3.193 habitantes. Estende-se por uma área de 55 km², tendo uma densidade populacional de 58 hab/km². Faz fronteira com Lagundo, Lana, Marlengo, Moso in Passiria, Naturno, Plaus, Senales, Tirolo.

## Demografia
| Variação demográfica do município entre 1861 e 2011                               |
|                                                                                   |
| Fonte: Istituto Nazionale di Statistica (ISTAT) - Elaboração gráfica da Wikipedia |